# بخش سوق
بخش سوق یکی از بخش‌های شهرستان کهگیلویه در استان کهگیلویه و بویراحمد ایران است.

## مردم
مردم بخش سوق لرتبار هستند و به زبان لری صحبت میکنند.

## جمعیت
براساس سرشماری مرکز آمار ایران در سال ۱۳۹۵، جمعیت بخش سوق ۱۱۶۵۵ نفر بوده‌است.

## تقسیمات کشوری
- بخش سوق :
  - دهستان راک
  - دهستان طیبی گرمسیری جنوبی

شهر : سوق